# Dzsóecu Sinkanszen
A Dzsóecu Sinkanszen (japánul: 上越 新幹線) egy kétvágányú, 25 kV 50 Hz-cel villamosított nagysebességű vasútvonal Japánban, amely 269,5 km hosszan fut Tokió és Niigata között. Az East Japan Railway Company (JR East) üzemelteti. 1982 november 15-én nyílt meg. Kezdetben a vonatok 210 km/h sebességgel közlekedtek, később a sebességet 240 km/h-ra növelték. Az építkezés költsége 6,3 milliárd amerikai dollár volt.

## Története
Az új vonal megépítésének programját 1971-ben a niigatai születésű Tanaka Kakuei miniszterelnök kezdeményezte; egy népszerű anekdota szerint Tanaka úgy határozta meg a vonal útvonalát, hogy egy piros ceruzával felrajzolta azt egy térképre. A 6,3 milliárd amerikai dolláros költséggel épült vonalat "a Tokióval való szorosabb kapcsolat megteremtése és a regionális fejlődés elősegítése" érdekében építették.
A próbaüzem a vonalon 1980 novemberében kezdődött, a menetrendszerű közlekedés pedig 1982. november 15-én indult. A vonalat eredetileg úgy tervezték, hogy a Shinjuku állomáson végződik, de gazdasági megfontolások arra késztették a Japán Nemzeti Vasutakat (JNR), hogy a vonalat Ōmiyánál egyesítsék a meglévő Tóhoku Sinkanszen vonallal.
1991 szeptemberében egy 400-as sorozatú Shinkansen vonat a Dzsóecu Sinkanszen vonalon japán vasúti sebességrekordot állított fel 345 km/h-val, 1993 decemberében pedig a STAR21 kísérleti vonat 425 km/h-t ért el. A vonalon a menetrend szerinti járatok maximális sebessége 245 km/h, kivéve a Jomo-Kogen és Urasa közötti szakaszon, ahol a Niigata felé közlekedő E2 sorozatú vonatok maximális sebessége 275 km/h. A Tokió és Ōmiya közötti városi szakaszon 110 km/h.
Az alapterv szerint a Dzsóecu Sinkanszennek valójában Shinjukuból kellene indulnia, ami 30 km további Sinkanszen pálya megépítését tenné szükségessé Ōmiyától. Bár a meglévő Saikyō vonal mentén történt néhány földvásárlás, az építkezés soha nem kezdődött meg.
A Niigata prefektúra kormánya egy új multimodális terminál építését javasolta, amely közvetlenül összekötné a Sinkanszent Niigata kikötőjével, lehetővé téve a közvetlen átszállást kompokra és sétahajókra, valamint a Sinkanszen és a Niigatai repülőtér közötti közvetlen összeköttetést. Ez a terv azonban előreláthatólag csak a 2040-es évek közepére készül el.

## Rekordok
- 1991-ben a Sinkanszen 400-as sorozat 345 km/h sebességet ért el,
- 1993-ban a STAR21 kísérleti motorvonat 425 km/h sebességet ért el

## Vonatok és szolgáltatások

### Jelenlegi
- Toki - Sinkanszen 200-as sorozat
- Max Toki - Sinkanszen E1, Sinkanszen E4
- Tanigawa - Sinkanszen 200-as sorozat - indult 1997 októberben
- Max Tanigawa - Sinkanszen E1, Sinkanszen E4 - indult 1997 októberben

### Megszűnt
- Asahi - Megszűnt 2002 decemberben
- Max Asahi - Megszűnt 2002 decemberben